# Malpighia
Malpighia és un gènere botànic de prop de 45 espècies d'arbusts o arbres petits de la família Malpighiaceae. Són natius d'Amèrica central, Carib i el nord de Sud-amèrica. Les espècies d'aquest gènere tenen 1-6 m d'altura amb una corona densa i sovint espinosa, les fulles són perennes, simples de 0,15-15 cm de llarg, amb els seus brodin sencers o serrats. Les flors són solitàries en umbel·les de dues o diverses juntes amb un diàmetre d'1-2 cm i amb cinc pètals de color blanc, rosat, vermell o porpra. El fruit és una drupa vermella, ataronjada o porpra que conté 2-3 llavors dures. El fruit és dolç, sucós i ric en vitamina C.

## Espècies més importants
- Malpighia aquifolia
- Malpighia cauliflora
- Malpighia coccigera
- Malpighia cubensis
- Malpighia emarginata
- Malpighia glabra (Acerola)
- Malpighia harrisii
- Malpighia mexicana
- Malpighia obtusifolia
- Malpighia proctorii
- Malpighia suberosa
- Malpighia urens